# 韦尔热伊市镇
韦尔热伊市镇是斯洛文尼亞東北部的市镇，行政中心为韦尔热伊。市镇面積为12.0平方公里，2002年人口数量为1,354人，人口密度為110人/km2。

## 外部連結
- 官方网站  （斯洛文尼亚文）
- Municipality of Veržej at Geopedia （页面存档备份，存于）